# Elisabeth Rosenthal
Elisabeth Rosenthal (* 11. Mai 1827 in Magdeburg; † 16. April 1891 ebenda) war eine deutsche Lehrerin. Sie begründete die erste private höhere Mädchenschule in Magdeburg.

## Leben
Elisabeth Rosenthal war die Tochter des Geheimen Regierungs- und Baurates Carl Albert Rosenthal und Enkelin des Neustädter Bürgermeisters Karl Rosenthal. Nach anfänglichem Privatunterricht besuchte sie im Alter von neun Jahren eine öffentliche Schule.
Sie ergriff den Beruf der Lehrerin und begründete 1868 das Rosenthal-Lyzeum, die erste private höhere Mädchenschule in Magdeburg. Die Anstalt befand sich zunächst in einem von ihrem Vater erbauten Haus am Nicolaiplatz und musste dann, wegen des wachsenden Platzbedarfs, zunächst an den Breiten Weg, später in die Falkenbergstraße umziehen. Nach dem Tod ihres Vaters erbte Elisabeth Rosenthal 1879 auch die Villa Rosenburg in Thale, die sie drei Jahre später veräußerte.
Das Rosenthal-Lyzeum wurde unter ihrer Leitung zur führenden privaten Mädchenbildungsanstalt der Stadt Magdeburg.